# Glirarium

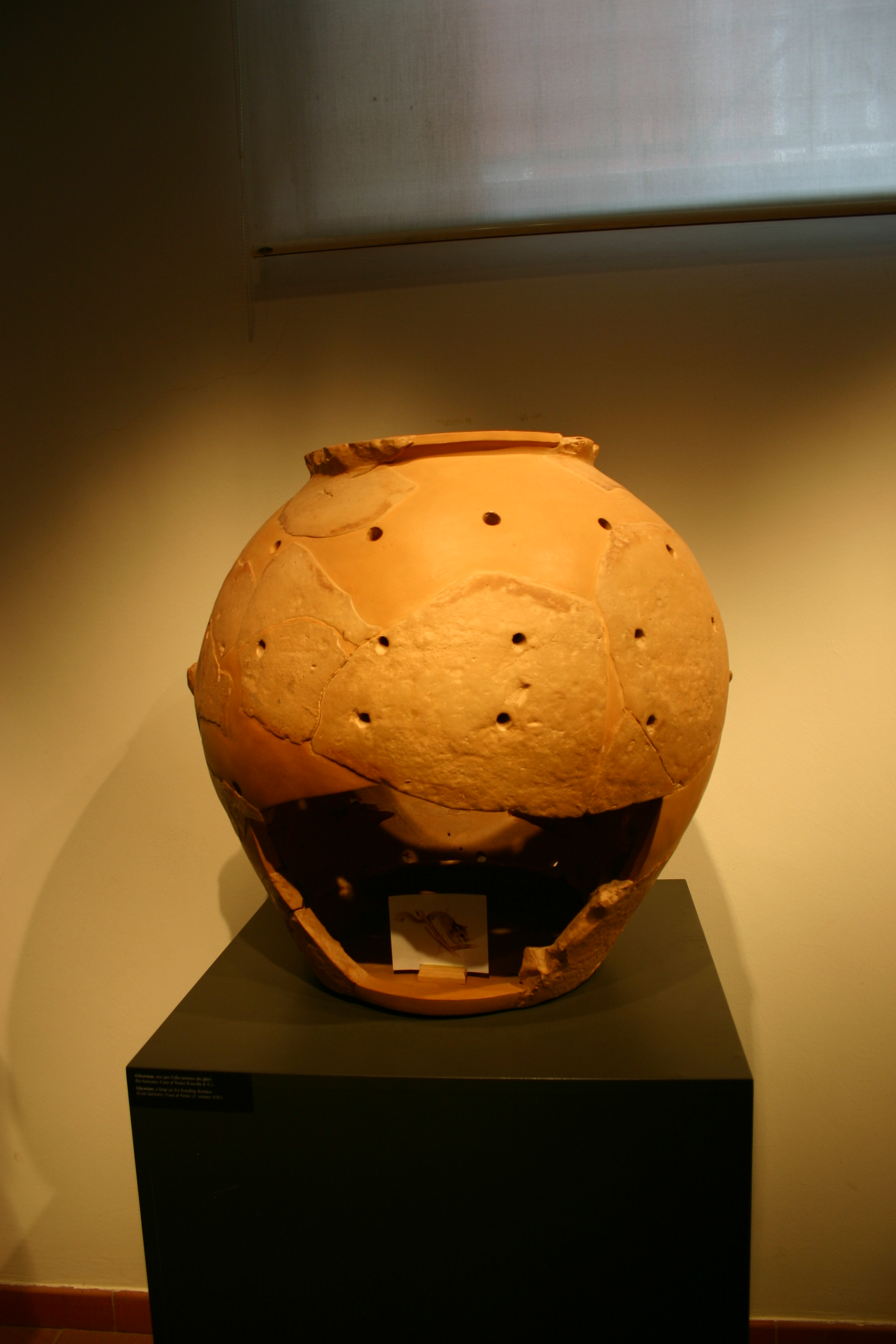
Glirarium v expozici Národního archeologického muzea v Chiusi

Glirarium je druh terakotové nádoby, která sloužila k chovu hlodavců z rodu Glis, kteří byli Etrusky a později i Římany považováni za delikatesu.
Glirarium se skládalo z nádoby, většinou vyrobené z terakoty, jejíž stěny byly perforovány, aby byla umožněna cirkulace vzduchu. V horní části byla nádoba uzavřena víkem. Uvnitř byla obvykle leštěná, aby se zabránilo úniku zvířat. Uvnitř nádoby byly dvě či více poliček umístěných kolmo ke stěnám. Další otvory pro lepší větrání byly umístěny ve dně nádoby. Těchto otvorů bylo obvykle více. Tma a vlastní uvěznění pomáhalo u plchů, kteří byli v těchto nádobách vykrmováni, navodit hibernaci.

## Muzejní exponáty
Gliraria jsou vystavena v několika archeologických muzeích. Patří mezi ně Národní archeologické muzeum v Chiusi, Archeologické muzeum Luigiho Fantiniho v Monterenziu, Občanské archeologické muzeum v Castro dei Volsci či Prehistorické muzeum Luigiho Doniniho v San Lazzaro di Savena.